# Lorenzo Morínigo
Lorenzo Morínigo war ein paraguayischer Diplomat.
Er war vom 5. Januar 1948 bis 7. Juni 1948 Botschafter in Argentinien.